# Фонтан (Лангоњ)
Фонтан (фр. Fontanes) насеље је и општина у јужној Француској у региону Лангдок-Русијон, у департману Лозер која припада префектури Манд.
По подацима из 2011. године у општини је живело 122 становника, а густина насељености је износила 10,82 становника/km². Општина се простире на површини од 11,28 km². Налази се на средњој надморској висини од 1 000 метара (максималној 1 075 m, а минималној 791 m).

## Демографија
| 1962. | 1968. | 1975. | 1982. | 1990. | 1999. | 2011. |
| ----- | ----- | ----- | ----- | ----- | ----- | ----- |
| 175   | 136   | 117   | 96    | 98    | 110   | 122   |

График промене броја становника у току последњих година